# غلاسليب
غلاسليب (باليابانية: グラスリップ، بالروماجي: Gurasurippu) هو مسلسل أنمي ياباني من إخراج جونجي نيشيمورا [الإنجليزية] ومن تأليف ريكا ساتو وجونجي نيشيمورا، ومن إنتاج استوديو P.A.Works. عرض الأنمي في 3 يوليو عام 2014 واستمر عرضه حتى 25 سبتمبر عام 2014، وتكون من 13 حلقة.

## القصة
تدور أحداث القصة عن توكو فوكامي هي طالبة في المدرسة الثانوية، تدير عائلة شركة لتصنيع الزجاج في بلدة ساحلية صغيرة تسمى هينوديهاما. خلال العطلة الصيفية في سنتهم الأخيرة في المدرسة الثانوية، التقوا بطالب منتقول يُدعى كاكيرو أوكيكورا، الذي يدعي أن صوتًا من المستقبل يتحدث إليه، وقاده إلى توكو.

## الشخصيات

### الشخصيات الرئيسة
توكو فوكامي (باليابانية: 深水 透子، بالروماجي: Fukami Tōko)
أداء صوتي: سيريا فوكاغاوا [الإنجليزية]
كاكيرو أوكيكورا (باليابانية: 沖倉 駆، بالروماجي: Okikura Kakeru)
أداء صوتي: ريوتا أوساكا
ياناغي تاكاياما (باليابانية: 高山 やなぎ، بالروماجي: Takayama Yanagi)
أداء صوتي: ساوري هايامي
يوكيناري إيمي (باليابانية: 井美 雪哉، بالروماجي: Imi Yukinari)
أداء صوتي: نوبوناغا شيمازاكي
ساتشي ناغاميا (باليابانية: 永宮 幸، بالروماجي: Nagamiya Sachi)
أداء صوتي: ريسا تاندا
هيرو شيروساكس (باليابانية: 白崎 祐، بالروماجي: Shirosaki Hiro)
أداء صوتي: دايكي ياماشيتا

### شخصيات أخرى
كين فوكامي (باليابانية: 深水 健، بالروماجي: Fukami Ken)
أداء صوتي: هيرويوكي كينوشيتا
ماري فوكامي (باليابانية: 深水 真理، بالروماجي: Fukami Mari)
أداء صوتي: رييكو تاكاهاشي
هينا فوكامي (باليابانية: 深水 陽菜، بالروماجي: Fukami Hina)
أداء صوتي: ناو توياما
مومو شيروساكي (باليابانية: 白崎 百، بالروماجي: Shirosaki Momo)
أداء صوتي: آي كايانو
ماتاسابورو شيروساكي (باليابانية: 白崎 又三郎، بالروماجي: Shirosaki Matasaburō)
أداء صوتي: توموميتشي نيشيمورا
توشيهيرو أوكيكورا (باليابانية: 沖倉 利尋، بالروماجي: Okikura Toshihiro)
أداء صوتي: يوجي تاكادا
ميواكو أوكيكورا (باليابانية: 沖倉 美和子، بالروماجي: Okikura Miwako)
أداء صوتي: أتسوكو تاناكا
سوزوني ناغامايا (باليابانية: 永宮 すゝね، بالروماجي: Nagamiya Suzune)
أداء صوتي: ميكي إيتو

## وصلات خارجية
- الموقع الرسمي باللغة اليابانية
- غلاسليب على موقع IMDb (الإنجليزية)
- غلاسليب على موقع فيلمافينيتي (الإسبانية)
- غلاسليب على موقع قاعدة بيانات الفيلم (الإنجليزية)
- غلاسليب على موقع ANN anime (الإنجليزية)